# Spannumer Opvaart
De Spannumer Opvaart (Fries en officieel: Lange Daam) is een opvaart die de Bolswardertrekvaart nabij Edens met de Oudemeer verbindt. Onderweg kruist het kanaal Spannum - waar zij haar naam aan te danken heeft, en de N359. Tot ver in de 19e eeuw was de Spannumer Opvaart de enige manier om Spannum te bereiken.